# Villa Medici

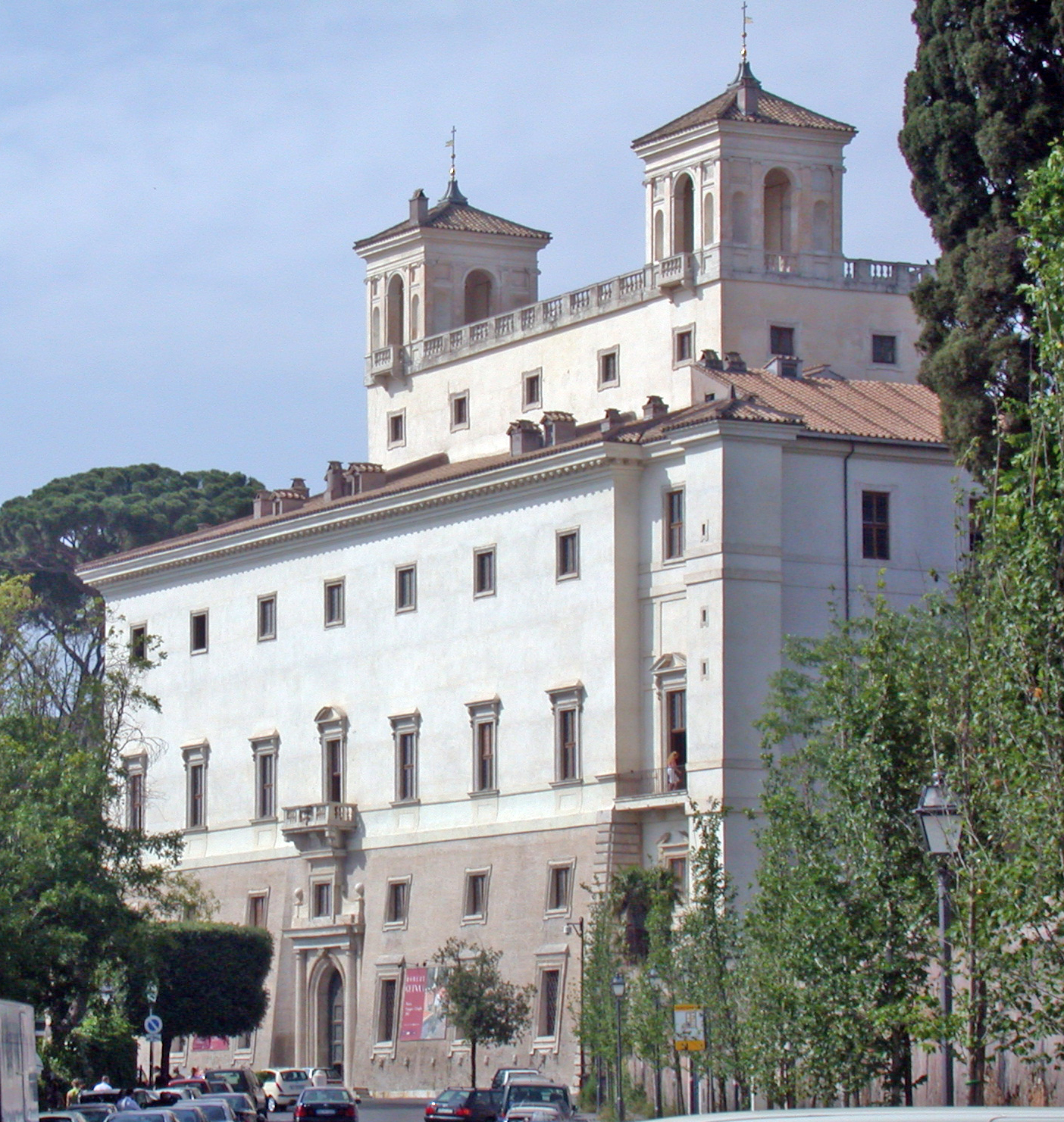
Villa Medici, Rom

Villa Medici är ett arkitektoniskt komplex i norra Rom. Villan är uppförd på kullen Pincio i närheten av kyrkan Santissima Trinità dei Monti. Dess trädgård hänger samman med den närliggande parken Villa Borghese. Villan uppfördes av Ferdinand I de' Medici, storhertig av Toscana. Idag tillhör villan den franska staten. Sedan år 1803 huserar Franska akademin i Rom (Académie de France à Rome) i Villa Medici. 

## Historia
Under antiken var platsen för Villa Medici en del av Lucullus trädgårdar.
År 1564 förvärvades fastigheten av brorsöner till kardinal Giovanni Ricci av Montepulciano. Vid det laget hade villan under lång tid varit utlämnad åt vinodlingar. Dess enda bostadshus var Casina, tillhörande kardinal Marcello Crescenzi. Florentinaren Nanni Lippi gjorde under hans överinseende förbättringar på villan. Lippi dog dock innan arbetet hade kommit särskilt långt.
Fastigheten hamnade sedermera, närmare bestämt år 1576, i Ferdinand de' Medicis händer. Villan blev därmed familjen Medicis första fastighet i Rom. Syftet med denna var att hävda familjens dominans bland de italienska furstehusen och påvisa deras ständiga närvaro i Rom. Ferdinand lät färdigställa villan efter Bartolomeo Ammanatis ritningar. 
I ett och ett halvt sekel nyttjades sedan villan av storhertigens av Toscana ambassadör vid påvestolen, innan familjen Medicis manliga linje dog ut år 1737. Efter det hamnade villan i händerna på huset Lothringen men under Napoleon Bonapartes tid togs den över av fransmännen. Det var Napoleon som skänkte villan till Franska akademin i Rom, som har huserat där sedan dess.

## Påverkan

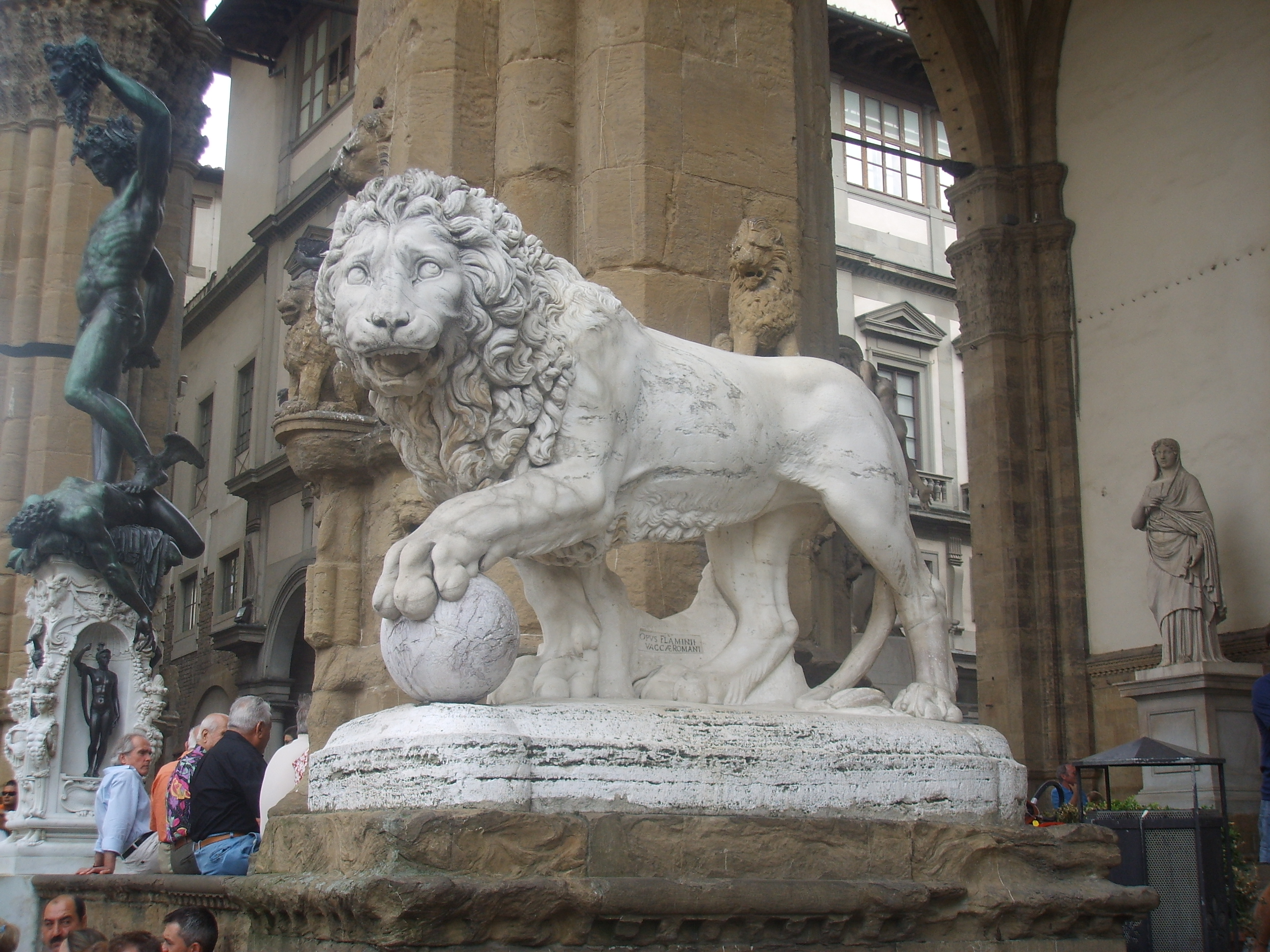
Villa Medicis lejon i Florens

Flera byggnader och strukturer har påverkats av Villa Medici, däribland Bernard Foucquets bronslejon på Lejonbacken vid Stockholms slott, som har sin förebild i marmorlejonen vid trädgårdsentrén till Villa Medici. Av Villans lejon är ett av antikt romerskt ursprung. Det andra utfördes som en spegelvänd kopia av Flaminio Vacca 1600, och flyttades senare till Piazza della Signoria i Florens, där det står vid trappan till Loggia dei Lanzi, och den ersattes av en ny kopia vid Villa Medici.